# Queer (película)
Queer es una película histórica romántica de drama estadounidense dirigida y producida por Luca Guadagnino, a partir de un guion de Justin Kuritzkes, basada en la novela de 1985 de William S. Burroughs. Ambientada en la Ciudad de México de 1950, la película sigue a un inmigrante estadounidense marginado (Daniel Craig) que se enamora de un hombre más joven (Drew Starkey). Jason Schwartzman, Henry Zaga, Omar Apollo y Lesley Manville también protagonizan.
Queer se estrenó en el 81.º Festival Internacional de Cine de Venecia el 3 de septiembre de 2024, donde compitió por el León de Oro. Se estrenó en Estados Unidos de forma limitada el 27 de noviembre, por A24, y se estrenó a nivel nacional el 13 de diciembre. La película ha recibido reseñas generalmente positivas de los críticos y fue nombrada una de las diez mejores películas de 2024 por la National Board of Review, donde Craig recibió el premio al Mejor Actor. Craig también fue nominado a los premios Globo de Oro y al Premio de la Crítica Cinematográfica por su actuación.

## Reparto
- Daniel Craig como William Lee
- Drew Starkey como Eugene Allerton
- Jason Schwartzman como Frank Cochan
- Lesley Manville como Alice Cochan
- Henry Zaga como Winston Moor
- Drew Droege como John Dume
- Ariel Schulman como  Tom Weston
- Colin Bates como Tom Williams
- Ronia Ava como Joan
- Perla Ambrosini como madre de Lee
- Simon Rizzoni como Bartender
- Claudio Cardenas M. como Ajedrecista

## Producción

### Desarrollo
Guadagnino quería hacer una adaptación de la novela Queer de William S. Burroughs de 1985, ya que leyó el libro cuando tenía 17 años. En abril de 2022, le mencionó el libro al guionista Justin Kuritzkes mientras estaban en el set de su película Challengers (2024) en Boston. Guadagnino le compró a Kuritzkes una copia, que leyó y le encantó. El productor Lorenzo Mieli encontró los derechos del libro, que consiguieron después de una llamada con James Grauerholz, el albacea literario del patrimonio de Burroughs. 
Kuritzkes comenzó a escribir el guion mientras todavía estaban trabajando en Challengers. El libro se publicó sin terminar, por lo que Kuritzkes y Guadagnino consultaron al erudito de Burroughs, Oliver Harris, sobre cómo darle al texto un final apropiado, manteniendo la visión del autor. Guadagnino calificó Queer como su película más personal y un homenaje a las películas de Powell y Pressburger, concretamente Las zapatillas rojas (1948), "Creo que apreciarían las escenas de sexo en Queer, que son numerosas y bastante escandalosas".

### Casting
En diciembre de 2022 se anunció que Daniel Craig estaba en conversaciones para protagonizar la película.  Craig fue elegido después de que el agente de Guadagnino, Bryan Lourd, le enviara el guion al actor. Guadagnino recordó: «Daniel y yo estuvimos hablando por teléfono una semana después». En abril de 2023, se reveló que Lesley Manville, Jason Schwartzman y Henry Zaga se habían unido al elenco. Starkey fue elegido después de que una cinta de audición que había hecho para otro proyecto llegara frente a Guadagnino. «Guadagnino consultó con Craig sobre la elección de Starkey, y este, después de ver la cinta, le dijo a Guadagnino: “Ese es el tipo”». Audicionaron unas 300 personas para el papel. En junio de 2024 se informó que los directores Ariel Schulman, Lisandro Alonso y David Lowery aparecerían en la película.

## Estreno

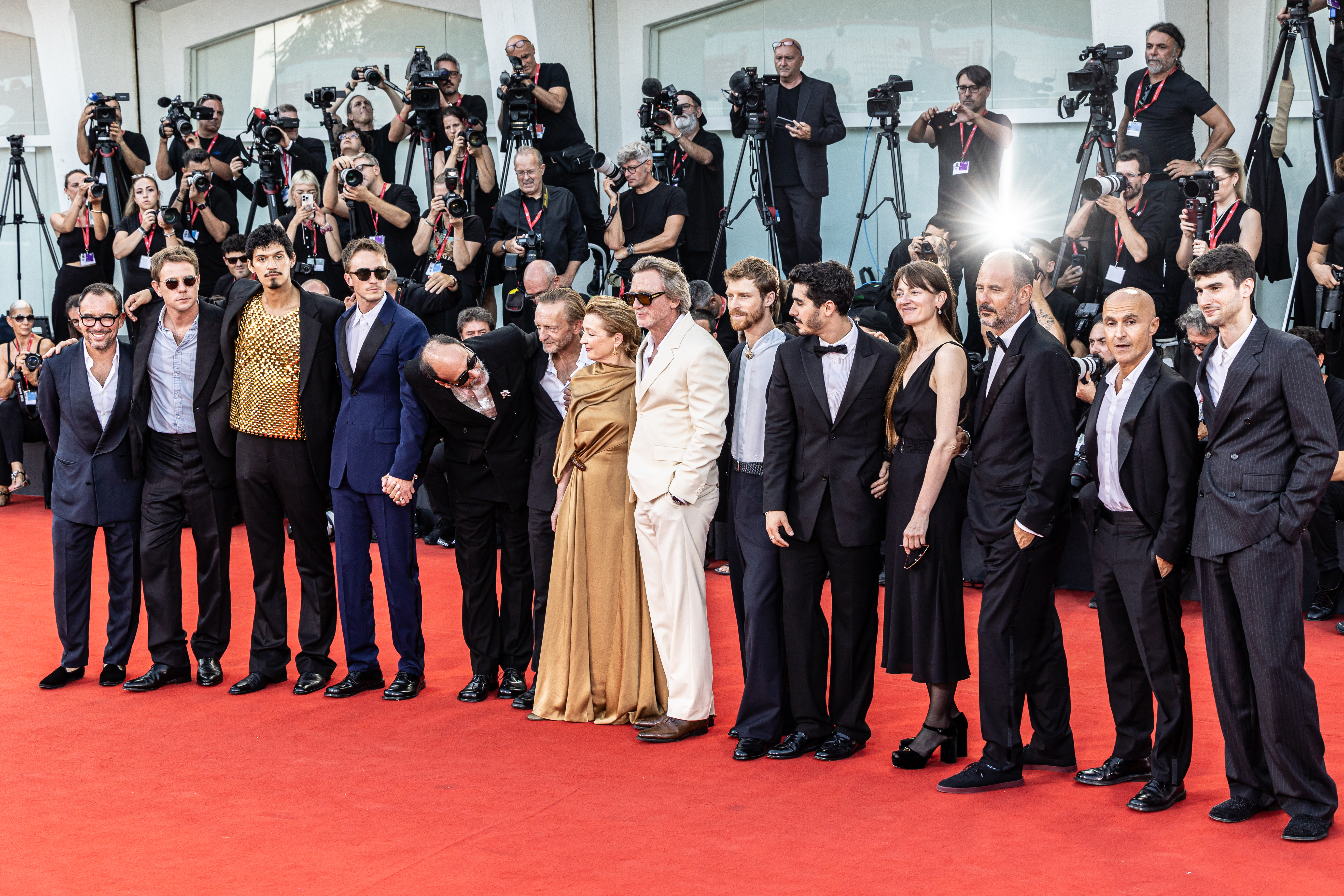
Reparto de Queer en el Festival Internacional de Cine de Venecia de 2024.

Queer tuvo su estreno mundial en competición el 3 de septiembre de 2024 en el 81.º Festival Internacional de Cine de Venecia. En agosto de 2024, la película fue anunciada por primera vez en la Gala Spotlight del 62.º Festival de Cine de Nueva York.
También en septiembre de 2024, A24 adquirió los derechos de distribución de la película para los Estados Unidos. En octubre de 2024, Mubi adquirió los derechos cinematográficos para varias regiones, incluida Italia. La película fue prohibida en Turquía, lo que llevó a Mubi a cancelar un festival de cine que la película iba a inaugurar en noviembre de 2024.
Tuvo un estreno limitado en los Estados Unidos el 27 de noviembre de 2024, antes de estrenos a nivel nacional tanto en los Estados Unidos como en el Reino Unido el 13 de diciembre.

## Recepción

### Crítica
En el sitio web de recopilación de reseñas Rotten Tomatoes, la película tiene un índice de aprobación de 77 % basada en las reseñas de 70 críticos y obtiene una calificación promedio de 7,2 sobre 10. El consenso de los críticos en el sitio web dice: «Una destilación fantasmagórica de las preocupaciones de William S. Burroughs que es a la vez serpenteante y vital, Queer marca una de las actuaciones más brillantes de Daniel Craig hasta el momento». Metacritic le asignó a la película una puntuación promedio ponderada de 72 sobre 100, basada en 27 reseñas de críticos, lo que indica una respuesta "generalmente favorable".
Craig fue ampliamente elogiado por su actuación. Peter Bradshaw, escritor de The Guardian, la describió como una «actuación realmente divertida, abierta y generosa; tal vez la única desventaja es que eclipsa a Starkey». El periódico The Times encontró la película visualmente atractiva pero carente de sustancia.

### Premios y nominaciones
| Premiación                                     | Fecha                   | Categoría            | Nominado(s)      | Resultado | Ref.   |
| ---------------------------------------------- | ----------------------- | -------------------- | ---------------- | --------- | ------ |
| Festival Internacional de Cine de Venecia      | 7 de septiembre de 2024 | Golden Lion          | Luca Guadagnino  | Nominado  | [ 22 ] |
| Festival Internacional de Cine de Venecia      | 7 de septiembre de 2024 | Queer Lion           | Luca Guadagnino  | Nominado  | [ 22 ] |
| Premios del Cine Europeo                       | 7 de diciembre de 2024  | Mejor actor          | Daniel Craig     | Nominado  | [ 23 ] |
| Washington D. C. Area Film Critics Association | 8 de diciembre de 2024  | Mejor actor          | Daniel Craig     | Nominado  | [ 24 ] |
| San Diego Film Critics Society                 | 9 de diciembre de 2024  | Mejor actor          | Daniel Craig     | runner-up | [ 25 ] |
| San Francisco Bay Area Film Critics Circle     | 15 de diciembre de 2024 | Mejor actor          | Daniel Craig     | Nominado  | [ 26 ] |
| St. Louis Film Critics Association             | 15 de diciembre de 2024 | Mejor actor          | Daniel Craig     | Nominado  | [ 27 ] |
| Florida Film Critics Circle                    | 20 de diciembre de 2024 | Mejor actor          | Daniel Craig     | Nominado  | [ 28 ] |
| Florida Film Critics Circle                    | 20 de diciembre de 2024 | Mejor guion adaptado | Justin Kuritzkes | Ganador   | [ 28 ] |
| Golden Globe Awards                            | 5 de enero de 2025      | Mejor actor – Drama  | Daniel Craig     | Nominado  | [ 29 ] |
| Austin Film Critics Association                | 6 de enero de 2025      | Mejor actor          | Daniel Craig     | Nominado  | [ 30 ] |
| Screen Actors Guild Awards                     | 23 de febrero de 2025   | Mejor actor          | Daniel Craig     | Nominado  | [ 31 ] |